# Худум (Ботошани)
Худум (рум. Hudum) насеље је у Румунији у округу Ботошани у општини Куртешти. Oпштина се налази на надморској висини од 128 m.

## Становништво
Према подацима из 2002. године у насељу је живело 142 становника, од којих су сви румунске националности.